# V toj strane
V toj strane (russisk: В той стране) er en russisk spillefilm fra 1997 af Lidija Bobrova.

## Medvirkende
- Dmitrij Klopov som Nikolaj Skuridin
- Vladimir Bortjaninov som Tjapurin
- Aleksandr Stakhejev
- Anna Ovsjannikova som Afanasjevna
- Andrej Dunajev som Kosntantin